# ジャン・ユンカーマン
ジャン・ユンカーマン（John Junkerman、1952年 - ）は、アメリカ合衆国のジャーナリスト、映画監督。

## 来歴
アメリカ合衆国ウィスコンシン州ミルウォーキー生まれ。生後程無くしてアメリカ軍の横須賀基地に赴任した軍医の父親と共に神奈川県葉山町に住むが、1年後に帰国。高校時代はベトナム戦争が泥沼状態となる中、反戦運動に加わり徴兵制反対デモを行う。1969年再来日し、慶應義塾志木高等学校に学ぶ。その後、スタンフォード大学東洋文学語科、ウィスコンシン大学大学院を経て、日米両国に於いてジャーナリストとして活動しており、流暢な日本語が話せる。
一方で映画製作にも関わり、1988年ドキュメンタリー映画『HELL FIRE 劫火』でアカデミー賞記録映画部門にノミネート、1992年には『夢窓 庭との語らい』でエミー賞を受賞する。2001年9月11日のアメリカ同時多発テロ以後、アメリカの単独行動主義を批判しており、同じく同国の対外政策に批判的な言語学者のノーム・チョムスキーへのインタビュー集『チョムスキー9.11』（2002年）を発表し、世界的に話題となった。
2005年、チョムスキーやジョン・ダワー、ダグラス・ラミスら各国の識者が日本国憲法、就中第9条の意義について語る『映画 日本国憲法』を発表。本作はイラク戦争以降に高まった日本の性急な改憲の動きに合わせ製作したもので、ユンカーマン自身も「憲法を現実に合わせようとしているのではなく、『戦闘ができない』現実を変えようとしているんです」として、改憲に極めて批判的である。
現在も日米両国を拠点に活動しており、特に日本では九条の会や9条世界会議等に参加し、護憲派の立場から発言する機会が多い。

## 監督作品
- 『HELL FIRE 劫火』（1988年）
- 『老人と海』（1990年）
- 『夢窓 庭との語らい』（1992年）
- 『The Mississippi : River of Song』（1999年）
- 『チョムスキー9.11』（2002年）
- 『映画 日本国憲法』（2005年）
- 『沖縄 うりずんの雨』(2015年)